# Styke
Styke var en tysk adelsätt, uradel med olika stavningar Stük, Stüke och Stuke, med ursprung från orten Stük i Kützin, Vellahn i Mecklenburg-Vorpommern, vilken kom till Sverige under 1390-talet med Arend Styke, en av den mest fruktade av Vitaliebröderna, som under förevändning att undsätta Stockholm och uppehålla det mecklenburgska väldet i Sverige under 1390-talet idkade sjöröveri i Östersjön. Sannolikt var Hinrich Stuke, nämnd som Viktualierhövding, en släkting. I Danmark var den siste av ätten biskop Ulrik Stygge (död 1449) i Aarhus.  
Arend Styke förekommer i källorna med flera olika stavningar, som Arnd Stuke, Arnt Stůke, Arnoldus Stůke, Arnoldus Stuke, Arnoldus Styke, Arnd Stuken, Arendt Styke. Han nämns under 1390-talet som sjörövare i Livland, och 1392 som överhuvud för Viktualiebröderna, capitanei der fratres victualium. Den 21 december 1395 skriver Herman von der Halle till de preussiska städerna om tillståndet i Stockholm. En del av vitaliebröderna under Arendt Styke hade kommit till staden och underhandlat med hövitsmännen om att få lejd eller fred, vilket man inte kunnat bevilja. Många av dem får tjänst hos svenskarna, som förstärker sig mycket. 
Arend Styke lierade sig 1396 med Sven Sture och tog Visby till sin hembas. Sedan Gotland erövrats av Tyska orden 1398 blev Faxeholm i Hälsingland i stället hans bas. Han förlikades dock samma år med drottning Margareta, blev 1398 hövitsman på Nyköpingshus, och fick Nyköpings slott i förläning. Båda hans söner blev senare fogdar i Sverige.
Arend Styke hade barnen
1. Henrik Styke, hövitsman på Ringstaholm, gift med Birgitta Bengtsdotter (Pipa). Efter Margaretas död 1412 tillsatte hennes efterträdare, kung Erik av Pommern, en tysk, Henrik Styke, till hövitsman, första gången omnämnd 1423, sedan 1425, 1426, 1427 och 1431 i de samtida dokumenten som berör Norrköping.[6] Under hans styre utsattes slottet för sin svåraste belägring av Engelbrekt Engelbrektssons trupper, vilkas uppgift var att rasera herremännens fästen i landet.[7]
2. Albrecht eller Albrekt Styke är nämnd som väpnare 1429.[8] Gift med Adelheid Grip, adoptivdotter till Bo Jonsson (Grip), men naturlig dotter till Margareta Dumes broder.[9] Albrecht Styke inköpte 1422  jord av Lofta kyrka och byggde Nygård vid Gamlebyvikens översta ändpunkt, samt fick Mem (Kasimirsborg) i mansbot för en av sina, män som blivit av Mems dåvarande pantinnehavares, Nisse Pederssons, man ihjälslagen på Stäkeholm.[10]
3. Birgitta Arendsdotter (Styke), gift med väpnaren och riksrådet Bengt Gotskalksson (Ulv). Hon blev mor till riddarna Knut Bengtsson (Ulv), Sten Bengtsson (Ulv), Magnus Bengtsson (Ulv).[11]  samt riddaren och riksrådet Arend Bengtsson (Ulv), [12] den sistnmämnda far till riksrådet Gotskalk Arendsson (Ulv).